# Barsom
Il barsom, o baresman, è un utensile del culto zoroastriano, consistente in un fascio di rami di melograno o di tamerice. I Parsi, i mazdei che abbandonarono la Persia nell'VIII secolo, a seguito della conquista araba, per raggiungere l'India, non trovando qui gli alberi della tradizione, adottarono bacchette di rame o d'argento. Il loro numero dipende dal tipo di servizio religioso nel quale sono utilizzate: sono 23 per il Yasna, 33 per il Vendidad e 35 per il Visperad.
Il barsom simboleggia il mondo vegetale e viene deposto sopra due supporti in forma di luna crescente. Con esso si ringrazia Ahura Mazdā per la creazione del mondo: dopo la cerimonia, si versa sul barsom acqua benedetta, che rappresenta la pioggia, celebrando così la fecondità del mondo vegetale.
Il barsom è spesso rappresentato nei bassorilievi achemenidi e sasanidi, per esempio in quello che celebra l'investitura di Ardachîr II a Taq-e Bostan.

## Fonti
- (EN) Il barsom, su avesta.org.